# トロールズ ミュージック★パワー
『トロールズ ミュージック★パワー』（Trolls World Tour）は、2020年のアメリカ合衆国の3Dコンピュータアニメーション・ミュージカル・コメディ映画。ドリームワークス・アニメーション製作。トーマス・ダム作のトロール・ドールをもとにしており、2016年の『トロールズ』の続編にあたる。
アメリカでは新型コロナウイルス感染症の世界的流行により、2020年4月10日に劇場公開され、同時にビデオ・オン・デマンドで配信された。AMCシアターズはその後、同スタジオの作品を配給しないことを発表したが、後にAMCとユニバーサルが新しい契約に合意したため、これは撤回された。
トロールズシリーズの第3作は2023年11月17日に公開予定である。

## ストーリー
ある日、テクノ・リーフにボルケーノ・ロック・シティの女王・バーブ率いるロック・トロールが攻めてくる。テクノ・トロールが持つテクノの弦が目的で、ダンス会場を破壊し、奪い去る。
一方、ポップ村に住むポップ・トロールたちは、毎日、歌い踊り、楽しく暮らしていた。ある日、バーブから手紙が届く。内容は、6つに分かれるトロール王国を1つにするために、ポップの弦を持ってくるように、というものだった。ポピーたちは、この世界に自分たち以外のトロールの存在を知り、喜んでいた。トロール王国は、ポップ・トロールたちが住むポップ村、テクノ・トロールたちが住むテクノ・リーフ、クラシック・トロールたちが住むシンフォニー村、カントリー・トロールたちが住むロンサム・フラッツ、ファンク・トロールたちが住むヴァイブ・シティ、ロック・トロールたちが住むボルケーノ・ロック・シティ、という個性豊かな村が集まる1つの王国だったのだ。ポップ村の前王でポピーの父親であるペピーは、昔は一緒だった6つの音楽の弦が、それぞれの音楽を嗜好するトロールたちとともに別れたこと、それぞれのトロールは相容れないことを話す。しかし、ポピーは仲間になれると信じて、ブランチとともに、気球に乗ってボルケーノ・ロック・シティに向かうことを決意する。さらに非常食の綿アメを食べるために乗っていたビギーとミスターディンクルスも一緒に来ることになる。
一方、クーパーは、ポップ村のトロールだが、他のポップ・トロールたちとは異なり、長い首と4本足を持つ。外の世界に自分に似たトロールがいると信じて一人旅立つ。
ボルケーノ・ロック・シティへと向かっていたポピーたちは、異変に気づきシンフォニー村に降り立つ。シンフォニー村もすでにバーブたちの襲撃を受け、弦を奪われていた。ポピーたちは、バーブがすべての音楽の弦を奪い、王国をロックで支配しようとしていることを知る。ポピーたちはロンサム・フラッツに危機を知らせに行くことに。到着したポピーたちは、カントリー・トロールたちと仲良くなろうと、ポップメドレーを披露するが、受け入れられずに捕まる。カントリー・トロールたちはバーブが王国をロックで支配しようとしていること知っていたのだ。その時、捕らえられたポピーたちを、ケンタウロスのような姿をしたトロールのヒッコリーが助け出す。バーブは、ポピーたちを捕まえるため、4組のバウンティハンタートロールを差し向ける。チャズのスムースジャズを聞いたポピーたちは幻惑状態になる。ヒッコリーがグミの耳栓をしていたおかげで危機を脱するが、ポピーは女王として守ると約束していたビギーとミスターディンクルスを危険に晒し、怒ったビギーとミスターディンクルスはポップ村へ自力で帰る。
一方、クーパーは砂漠をさまよいオアシスの幻覚を見ていた。その時、謎の飛行物体が現れクーパーを吸い上げていった。その後、ポピーたちも謎の飛行物体に吸い上げられる。その飛行物体は、ファンク・トロールたちのもので、そこにはクーパーとそっくりの双子の弟・プリンスDと、両親のクインシー王とエッセンス女王がいた。クーパーはまだ卵だった頃に引き離されポップ村にたどり着いたのだった。ポピーはバーブを止めるためにクインシー王に助けを求めるが、断られる。昔、本当はポップ・トロールたちが6つの音楽の弦を奪ったのだという。その後、ポピーとブランチは旅を続けることについて話し合うが、喧嘩になり、ブランチと別れることになる。そんなブランチのもとに、バウンティハンタートロールのレゲトン・トロールとKポップ・ギャングが現れ、ブランチは捕まる。一方、ポピーはヒッコリーにポップの弦を見せ相談すると、ヒッコリーはポップ村に帰るように言う。すると、ヒッコリーの後ろ足部分からディッコリーが現れるヒッコリーたちはバウンティハンタートロールのヨーデラーズだったのだ。そして、ポピーも捕まり、ボルケーノ・ロック・シティへと連れて行かれる。
その頃、ポップ村へ帰ってきたビギーとミスターディンクルスは、変わり果てたポップ村を目にする。すでにバーブたちに攻められていたのだ。ポピーたちを置いてきた罪悪感を感じていたビギーとミスターディンクルスは、村に隠れていた仲間とともにポピーのもとへ向かう。
6つの音楽の弦はすべてバーブの手に渡っていた。6つの音楽の弦が張られたギターで弾くパワーコードによって、ポピーが攻撃されるが、ブランチが庇ってロックゾンビになり、各村の代表たち、そして、ポピーもロックゾンビに変えられる。バーブはポピーにギターを渡して、仲間たちをロックゾンビにするよう命令する。しかし、ポピーはギターを叩きつけて破壊。6つの音楽の弦も切れて消滅する。ポピーはグミの耳栓をしており、ロックゾンビになったふりをしていたのだ。6つの音楽の弦が消滅し、音楽が失われたかに思われたが、クーパーが心に響くビートを鳴らし始め、プリンスDがボイスパーカッションで合わせると、どんどん周りのトロールたちに音楽が広がっていく。6つの音楽の弦がなくても、心で音楽を奏でられるようになったのだ。さらにジャンルの垣根も超えて、トロールたちが互いの違いを認め、ひとつになる。

## 登場人物
ポピー（Poppy）
声 - アナ・ケンドリック（英）、上白石萌音（日）
トロールの女王であり勇気のあるリーダー。ピンクの髪と青い花飾りが特徴。天真爛漫で明るく、前向きな性格だが、楽天家で無鉄砲なところがあり、ブランチにいつも心配されている。これまでポップ村の外に出たことがなかったため、外の世界に自分たち以外のトロールたちが住んでいることを知らなかった。
ブランチ（Branch）
声 - ジャスティン・ティンバーレイク（英）、ウエンツ瑛士（日）
内気で気真面目なポピーの親友。ポピーを女王になる前から見守ってきた幼馴染。慎重派で物事を直ぐに信じない性格。
バーブ（Barb）
声 - レイチェル・ブルーム（英）、仲里依紗（日）
濃いメイクにハスキーボイス、真っ赤なモヒカンヘアーがトレードマークのロック・トロールの女王。高齢の父親であるスラッシュ王に代わって荒くれ者ばかりのロック・トロールたちをまとめあげている。
ビギ―（Biggie）
声 - ジェームズ・コーデン（英）、新垣樽助（日）
ポピーたちの親友。体が大きくて心優しいトロールで、繊細な心の持ち主。いつもペットのミスター・ディンクルスと一緒に行動している。大好物は綿アメ、大切なものは指切りゲンマンで、破ることは絶対に許さない。
クーパー（Cooper）
声 - ロン・ファンチズ（英）、宮野真守（日）
ポップ村のトロールだが、他のトロールたちとは異なり、長い首と4本足を持つ、風変わりなトロール。尻からカップケーキを出すことができる。
デルタ・ドーン（Delta Dawn）
声 - ケリー・クラークソン（英）、松本梨香（日）
ロンサム・フラッツの村長を務める、貫禄の女傑トロール。カントリー・ミュージックを好んで歌い、ポップ・ミュージックには全く理解がない。
プリンスD（Prince D）
声 - アンダーソン・パーク（英）、吉野裕行（日）
ファンク・トロールの王子。父親のように寛容で、他のジャンルの音楽にも直ぐに馴染んで自分でサンプリングしている。母親のように優しく、自信の無い友達を勇気づけることができる。
ヒッコリー
声 - サム・ロックウェル（英）、平田広明（日）
牢屋にいたポピーたちを信用して助け出してくれた、テンガロンハットをかぶったカントリー・トロール。クリント・イーストウッドをイメージしている。
クインシー王（King Quincy）
声 - ジョージ・クリントン（英）、宝亀克寿（日）
ファンク・トロールの王。全身ムラサキで4本の足を持つ。
エッセンス女王（Queen Essence）
声 - メアリー・J. ブライジ（英）、きそひろこ（日）
クインシー王と共にヴァイブ・シティを治める、優雅で心優しく美しいファンク・トロールの女王。
タイニー・ダイヤモンド（Tiny Diamond）
声 - キーナン・トンプソン（英）、木村昴（日）
ガイ・ダイヤモンドの髪から生まれたトロール。生まれた瞬間からラップを披露し、ガイ・ダイヤモンドの遺伝子を受け継いでいる。
ガイ・ダイヤモンド（Guy Diamond）
声 - クナル・ネイヤー（英）、斉藤壮馬（日）
ポップ村に住む、全身シルバーのグリッターを身に包んだトロール。ポップ村の住人が気分よく楽しく過ごせるようにサポートしている。髪からタマゴを産み出し、タイニー・ダイヤモンドが誕生した。
シェニール&サテン（Chenille & Satin）
声 - アイノ・ジャウォ、キャロライン・ヒェルト（英）、平田裕香（日）
髪の毛の先でつながった双子のトロール。ファッションの力を使って窮地を抜け出す。
トロールツァルト（Trollzart）
声 - グスターボ・ドゥダメル（英）、昴生（ミキ）（日）
シンフォニー村でハーモニーを生み出すクラシック・トロールのリーダー。ふわふわの金髪にクラシカルなジャケットを着ている。
スラッシュ王（King Thrash）
声 - オジー・オズボーン（英）、樋浦勉（日）
ボルケーノ・ロック・シティの王だが、高齢のため、愛娘のバーブに全権委任している。自力歩行はかなわず、車椅子兼王座で過ごしている。
トロレックス（King Trollex）
声 - アンソニー・ラモス（英）、関智一（日）
テクノ・リーフを治める若き王。自らDJとなり、集まったテクノ・トロールたちを楽しませている。
リフ（Riff）
声 - カラン・ソーニ（英）、近松孝丞（日）
バーブの忠実な部下。ロック・トロールの侵攻を推進し、音楽の弦集めに奔走している。
ペニーウィッスル（Pennywhistle）
声 - シャーリン・イー（英）、上坂すみれ（日）
ロック・トロールに破壊されたシンフォニー村に残された小さな笛。誰もいなくなった村に隠れていた。
ミスター・ディンクルス（Mr.Dinkles）
声 - ケビン・マイケル・リチャードソン（英）、真木駿一（日）
ビギ―の大切なペット虫。いつも高い声で「ミッ」としか喋らないが、稀に低温ボイスで喋る。
クラウド・ガイ（Cloud Guy）
声 - ウォルト・ドーン（英）、亜生（ミキ）（日）
物語の案内役。皮肉屋でおしゃべり。
ペピー（King Peppy）
声 - ウォルト・ドーン（英）、茶風林（日）
ポップ村の前王でポピーの父親。娘のポピーに王座を譲り、ポピーをサポートしている。王になった時から、ポップ村に代々伝わる宝、「ポップの弦」を村の中で密かに守り隠してきた。

## キャスト
| 役名                   | 原語版                           | 日本語吹替版                        |
| ---------------------- | -------------------------------- | ----------------------------------- |
| ポピー                 | アナ・ケンドリック               | 上白石萌音                          |
| ブランチ               | ジャスティン・ティンバーレイク   | ウエンツ瑛士                        |
| バーブ                 | レイチェル・ブルーム             | 仲里依紗                            |
| ビギ―                  | ジェームズ・コーデン             | 新垣樽助                            |
| クーパー               | ロン・ファンチズ                 | 宮野真守                            |
| デルタ・ドーン         | ケリー・クラークソン             | 松本梨香                            |
| プリンスD              | アンダーソン・パーク             | 吉野裕行                            |
| ヒッコリー             | サム・ロックウェル               | 平田広明                            |
| クインシー王           | ジョージ・クリントン             | 宝亀克寿                            |
| エッセンス女王         | メアリー・J. ブライジ            | きそひろこ                          |
| タイニー・ダイアモンド | キーナン・トンプソン             | 木村昴                              |
| ガイ・ダイアモンド     | クナル・ネイヤー                 | 斉藤壮馬                            |
| シェニール             | キャロライン・ヒェルト           | 平田裕香                            |
| サテン                 | アイノ・ジャウォ                 | 平田裕香                            |
| トレジージョ           | J.バルヴィン                     | 橋本雅史                            |
| ディッコリー           | フルーラ・ボルク                 | 真木駿一                            |
| ミスター・ディンクルス | ケビン・マイケル・リチャードソン | 真木駿一                            |
| レッグスリー           | エスター・ディーン               | 美々                                |
| チャズ                 | ジェイミー・ドーナン             | 浪川大輔                            |
| トロールツァルト       | グスターボ・ドゥダメル           | 昴生（ミキ）                        |
| スラッシュ王           | オジー・オズボーン               | 樋浦勉                              |
| トロレックス           | アンソニー・ラモス               | 関智一                              |
| リフ                   | カラン・ソーニ                   | 近松孝丞                            |
| ペニーウィッスル       | シャーリン・イー                 | 上坂すみれ                          |
| Kポップ・ギャング      | レッド・ベルベット               | 伏見はる香 原優子 椎名琴音 依田菜津 |
| ブリジット             | ズーイー・デシャネル             | 廣田悠美                            |
| グリスル               | クリストファー・ミンツ＝プラッセ | 林大地                              |
| クラウド・ガイ         | ウォルト・ドーン                 | 亜生（ミキ）                        |
| ペピー                 | ウォルト・ドーン                 | 茶風林                              |
| スミッジ               | ウォルト・ドーン                 | 立木文彦                            |

## スタッフ
- 監督: ウォルト・ドーン（英語版）
- 共同監督: デヴィッド・P・スミス
- 製作: ジーナ・シェイ（英語版）
- 共同製作: ケリー・クーニー・シレーラ
- 脚本: ジョナサン・エイベル、グレン・バーガー（英語版）、マヤ・フォーブス（英語版）、ウォレス・ウォロダースキー（英語版）、エリザベス・ティペット
- ストーリー: ジョナサン・エイベル、グレン・バーガー
- 音楽製作総指揮: ジャスティン・ティンバーレイク、ルドウィグ・ゴランソン
- 共同製作: ケリー・クーニー・シレーラ
- 製作総指揮: ダニー・フェスタ
- 日本語歌詞監修: いしわたり淳治
- 翻訳: 松崎広幸
- 演出: 簑浦良平
- 音楽ディレクター: 岩﨑充穂
- 音楽制作: 株式会社ミラクル・バス
- 日本語版制作: 株式会社ニュージャパンフィルム[43][46][47]

## 製作
監督のウォルト・ドーンは、アイデアが生まれた経緯について次のように語っている。
| 「                        | またトロールズの世界に戻れるのならば、もっとたくさんのキャラクター、もっと新しい世界、もっとたくさんの音楽が必要だと思ったんだ。そこから、さまざまに異なる音楽に基づいたストーリーを語ろう、ということになった。そうして、違いを祝福するというテーマにたどり着いたんだ。ハーモニーや多様性といったことはいつの世の中でも大切なことだし、特に今は重要な意味を持っていると思う。 | 」 |
| —ウォルト・ドーン（より） | |    |

メインとなるポップ、ロック、ファンク、テクノ、クラシック、カントリーという6つの音楽ジャンルについては、音楽学者の協力も仰いで決定した。「この6つのジャンルが世界の代表といえると思う、と言われたんだ。そしてたくさんのサブジャンルがある。6つのジャンル以外にも盛り込みたい音楽はたくさんあったから、92分の映画に最大限詰め込めていたらいいのだけれど」という監督の言葉通り、本作にはヨーデル、K-POP、レゲトン、スムースジャズなどあらゆるジャンルのトロールが登場することになった。
本作のテーマは大きくわけて2つあり、「多様性を認め合うこと」と「文化の盗用」だ。「多様性」はハリウッドで最も人気の高いテーマのひとつであり、音楽ジャンルの異なるトロールたちが、違いを理解し他者を尊重する大切さをいかに理解していくかが描かれている。「文化の盗用」は、ファミリー映画にそぐわない可能性があると危惧されながらも、あえて向き合い、クライマックスで大きなメッセージを伝えている。
トロールたちが暮らす、フェルトで作られたような世界は、作業量の倍増の原因だった。毛髪や毛皮の手入れ、刺繡、手編み、擦り切れ、ステッチなど独自の技術開発まで行われたのだ。本来CGはコンピューターで計算するが、フェルトのような細かい毛をきれいに、映像として連続させるにはどうしてもコストが高くなってしまう。そのため、いかにコストを抑えながら作業を進めていくかというのが今回の大きなテーマだったという。

### 発表
2017年2月28日、ユニバーサル・ピクチャーズとドリームワークス・アニメーションは2016年に全米公開され、2017年に日本でビデオスルーされた『トロールズ』の続編の製作を発表。同時にアナ・ケンドリックとジャスティン・ティンバーレイクがポピーとブランチの声優をそれぞれ続投することが発表された。3月、ポッドキャストのマッケルロイ兄弟は「The McElroy Brothers Will Be in Trolls World Tour」と題したポッドキャストを通じて、本作の役柄を募集するキャンペーンを開始した。キャンペーンの成功を受けて、ドリームワークスは2018年9月、マッケルロイ兄弟が本作にカメオ出演することを確認した。
2018年5月には、サム・ロックウェル、チャンス・ザ・ラッパー、アンソニー・ラモス、ジェイミー・ドーナン、フルーラ・ボルクがキャストに加わり、ジェームズ・コーデン、アイコナ・ポップ、ロン・ファンチズ、クナル・ネイヤーが続投することが発表された。6月12日、映画のタイトルが『Trolls World Tour』に決定したことを発表。同年10月、ケリー・クラークソンが声優として参加することが発表され、オリジナル曲を演奏することとなった。
2019年6月には、プロモーションポスターと共に新キャストであるレイチェル・ブルーム、ジョージ・クリントン、メアリー・J. ブライジ、J.バルヴィン、エスター・ディーン、グスターボ・ドゥダメルの出演が発表された。

## リリース

### 劇場公開
ユニバーサル・ピクチャーズは当初、2020年4月10日に全米公開する予定だった。その後、2月14日、4月17日と変更されたが、『007 ノー・タイム・トゥ・ダイ』の公開延期により、再び元の4月10日公開に変更された。イギリスでも2020年3月20日公開予定だったが、新型コロナウイルス感染症の流行により4月6日に公開延期された。
3月17日、NBCユニバーサルは、新型コロナウイルス感染症の流行を受け、劇場公開と同時にオンデマンド配信を行い、自宅でも鑑賞できるようにすると発表した。この時点ではロシア、シンガポール、マレーシアでしかリリースされていなかった。その他にも『透明人間』や『ザ・ハント』など、同スタジオが配給した作品は、通常の90日間の劇場公開が終了する前にデジタル公開されていた。
新型コロナウイルス感染症の流行が収束していた中、テキサス州サンアントニオのサンティコス・シアター3か所で公開された。香港でも5月8日から公開された。その後オランダでも公開され、オーストリアでは4DXとドルビーシネマの両方で公開された。日本では、10月2日より公開された。

### ホームメディア
本作は、2020年6月23日に早期デジタル購入が可能となった。後の7月7日にユニバーサル・ピクチャーズ・ホームエンターテイメントよりDVD、Blu-ray、Ultra HD Blu-rayで発売された。全てにタイニー・ダイヤモンドが学校でのイメチェンを目指す短編作品『タイニー･ダイヤモンドの始業式』が収録されている。7月19日までに、DVDとBlu-rayの合計で2360万ドルの売り上げを記録した。
日本では12月18日よりデジタルセル配信され、短編作品『タイニー・ダイヤモンドの始業式』や、ダンスレッスンが収められた映像、本作の監督を務めたウォルト・ドーンやポピー役を演じたアナ・ケンドリック、ブランチを演じたジャスティン・ティンバーレイクやジェームズ・コーデンほか声優陣のインタビュー映像が収められた特典映像が収められている。

### 論争
ユニバーサルが劇場所有者に相談せずに本作を公開したことや、NBCユニバーサルCEOのジェフ・シェルが、今後のユニバーサル作品は劇場で同時に公開されることを示唆するコメントを受けて、AMCシアターズは、デジタルリリースで同時に公開される作品にはライセンスを与えないことを表明した。リーガル・エンターテインメント・グループは、ユニバーサルだけでなく「窓を尊重しない映画は上映しない」との声明を出し、これに続いた。7月、AMCとユニバーサルは、劇場公開の最短期間を90日から17日に短縮し、その後のPVOD（プレミアム・ビデオ・オン・デマンド）の売上のうち、AMCが非公開のシェアを受け取ることで合意したと発表した。「ハリウッド・リポーター」は、アナ・ケンドリックやジャスティン・ティンバーレイクを含む一部のキャストは、この映画がVOD（ビデオ・オン・デマンド）でリリースされたことを知らず、代理人は、この映画が劇場で好成績を収めていれば受け取れるであろう俳優たちのボーナスを確保しようとしていたと書いた。

## サウンドトラック
トロールズ ミュージック★パワー オリジナル・サウンドトラックは、2020年9月23日にSony Music Japan Internationalよりリリースされた。

### 収録曲
| #         | タイトル                                              | 作詞・作曲                                                                                          | 歌 | 時間  |
| --------- | ----------------------------------------------------- | --------------------------------------------------------------------------------------------------- | --- | ----- |
| 1.        | 「ジ・アザー・サイド」                                | ジャスティン・ティンバーレイク、ルドウィグ・ゴランソン、マックス・マーティン、サラ・アーロンズ、SZA | SZA | 03:08 |
| 2.        | 「トロールズ・ワナ・ハヴ・グッド・タイムズ」          | ロバート・ハザード                                                                                  | アナ・ケンドリック、ジャスティン・ティンバーレイク、ジェームズ・コーデン、エスター・ディーン、アイコナ・ポップ、キーナン・トンプソン、ポップ・トロールズ | 03:25 |
| 3.        | 「ドント・スラック」                                  | アンダーソン・パーク                                                                                | アンダーソン・パーク、ジャスティン・ティンバーレイク | 02:54 |
| 4.        | 「ドント・スラック」                                  | James Fauntleroy、ルドウィグ・ゴランソン、ジョー・シャーリー、アンダーソン・パーク                  | James Fauntleroy、ジャスティン・ティンバーレイク、メアリー・J. ブライジ、ジョージ・クリントン                                                            | 03:35 |
| 5.        | 「ジャスト・シング」                                  | ジャスティン・ティンバーレイク、ルドウィグ・ゴランソン                                              | ジャスティン・ティンバーレイク、アナ・ケンドリック、ケリー・クラークソン、メアリー・J. ブライジ、アンダーソン・パーク、キーナン・トンプソン              | 03:41 |
| 6.        | 「ワン・モア・タイム」                                | トーマ・バンガルテル、ギ＝マニュエル・ド・オメン＝クリスト、アンソニー・ムーア                      | アンソニー・ラモス | 02:42 |
| 7.        | 「アトミック・ドッグ・ワールド・ツアー・リミックス」  | ジョージ・クリントン、Garry Shider、David Spradley、アンダーソン・パーク                            | ジョージ・クリントン、パーラメント、ファンカデリック、アンダーソン・パーク、メアリー・J. ブライジ                                                        | 04:17 |
| 8.        | 「レインボーズ、ユニコーンズ、エヴリシング・ナイス」  | Aidan Jensen                                                                                        | ウォルト・ドーン、シャーリー・ジョセフ | 00:12 |
| 9.        | 「ロックンロール・ルールズ」                          | アラナ・ハイム、ダニエル・ハイム、エステイ・ハイム、ルドウィグ・ゴランソン                          | ハイム、ハイム | 03:09 |
| 10.       | 「リーヴィング・ロンサム・フラッツ」                  | ジャスティン・ティンバーレイク、クリス・ステイプルトン                                              | ディエクス・ベントレー | 03:06 |
| 11.       | 「ボーン・トゥ・ダイ」                                | ジャスティン・ティンバーレイク、クリス・ステープルトン                                              | ケリー・クラークソン | 03:25 |
| 12.       | 「トロールズ・2・メニー・ヒッツ・マッシュアップ」     | ヴィクトリア・ベッカム、メラニー・ブラウン、エマ・バントン                                          | アナ・ケンドリック、ジャスティン・ティンバーレイク、ジェームズ・コーデン、アイコナ・ポップ、ポップ・トロールズ                                           | 01:01 |
| 13.       | 「バラクーダ」                                        | マイケル・デロジエ、ロジャー・フィッシャー                                                          | レイチェル・ブルーム | 04:06 |
| 14.       | 「ヨーデル・ビート」                                  | ルドウィグ・ゴランソン                                                                              | ルドウィグ・ゴランソン | 02:50 |
| 15.       | 「クレイジー・トレイン」                              | オジー・オズボーン                                                                                  | レイチェル・ブルーム | 03:14 |
| 16.       | 「アイ・フォール・トゥ・ピーシズ」                    | Hank Cochran、Harlan Howard                                                                         | サム・ロックウェル | 02:13 |
| 17.       | 「パーフェクト・フォー・ミー」                        | ジャスティン・ティンバーレイク、ルドウィグ・ゴランソン、Kenyon Dixon                                | ジャスティン・ティンバーレイク | 03:47 |
| 18.       | 「ロック・ユー・ライク・ア・ハリケーン」              | ルドルフ・シェンカー、クラウス・マイネ、Herman Rarebell                                             | レイチェル・ブルーム | 03:05 |
| 19.       | 「イッツ・オール・ラヴ (ヒストリー・オブ・ファンク)」 | James Fauntleroy、ルドウィグ・ゴランソン、シャーリー・ジョセフ                                      | アンダーソン・パーク、メアリー・J. ブライジ、ジョージ・クリントン                                                                                        | 02:10 |
| 20.       | 「ジャスト・シング (トロールズ・ワールド・ツアー)」   | ジャスティン・ティンバーレイク、ルドウィグ・ゴランソン                                              | ジャスティン・ティンバーレイク、アナ・ケンドリック、ジェームズ・コーデン、ケリー・クラークソン、ジョージ・クリントン、メアリー・J. ブライジ              | 04:00 |
| 合計時間: | 合計時間:                                             | 合計時間:                                                                                           | 合計時間: | 60:09 |

## 評価
Rotten Tomatoesでは、154件のレビューに基づいて71％の支持率を獲得し、平均評価は6.20/10となっている。Metacriticでは、35人の批評家による100点満点中51点の平均スコアを獲得しており、「混合または平均的なレビュー」を示している。

### ドライブインシアター
アメリカでは、新型コロナウイルス感染症の流行を対策する規制のため、映画館が大規模に閉鎖される中、25のドライブインシアターで公開初週に約6万ドルの利益を上げた。5月12日までに、公式な報道がないにもかかわらず、劇場興行収入から100万ドルに近づいていると推定されていた。6月7日までに国内興行収入360万ドルを達成し、公開以来毎週末1位を獲得していた可能性が高い。翌週もドライブインでの上映が続いた。

### VODセールス
デジタルストリーミングでの公開初週に続き、同社の公開初週の最多ストリーム記録を更新したことがFandangoNowによって報じられた。また、Amazonプライム・ビデオ、コムキャスト、Apple TV、VUDU、YouTube、ディレクTVでも1位を獲得しており、ユニバーサルによると、初日に200万から300万ドルを稼いだ前作のレンタル作品『ジュラシック・ワールド/炎の王国』の10倍以上の購入があったという。全体では、週末に少なくとも4000万ドルを稼いだ。公開から19日間で300万人から500万人が視聴し、総収入は約9,500万ドルになったと推定されている。公開3ヶ月後もほとんどのサービスでトップ5入りを果たし、Amazonプライム・ビデオ、FandangoNow、iTunesでは時折1位になることもある。 8月までにレンタルで約1億5000万ドルを稼いだとインディワイアは推測している。
Deadline.comは、製作費約9,500万ドルに加えて、さらに3,000万ドルがマーケティングに費やされていることから、900万から1,200万人がこの映画をレンタルすれば、損益分岐点に達する可能性があり、その結果、約2億ドルの収入が得られると見積もっている。「ハリウッド・リポーター」は、「業界のベテランの意見では、この映画は一銭も儲からないかもしれない」と書いているが、「ユニバーサルは、すべての収入源から4000万ドル以上の利益を得ることができると信じている」とも書いている。2020年10月、「ハリウッド・リポーター」は、新型コロナウイルス感染症の世界的流行の中で、『ムーラン』に次いで2番目に人気のあるPVOD映画だったという。

### 批判的な反応
Rotten Tomatoesでは、155件のレビューをもとに71％の支持率を獲得し、平均評価は6.15/10となった。同サイトの批評家は「カラフルなアニメーション、熱狂的なエネルギー、そして歌いやすい曲を提供する、オリジナル・ファンのための楽しい続編だ。」と語っている。Metacriticでは、35人の批評家による加重平均スコアが100点満点中51点で、「賛否両論」を示している。バラエティのオーウェン・グレイバーマンは、この作品を「音楽に彩られたおとぎ話」と評し、「表面的な楽しさの割には、好感が持てるが想像力に乏しい作品で、驚きよりも熱意があり、同時に自分のテーマの運命を過剰にプログラムしている」と述べている。

### 受賞歴
| 賞                                                 | 受賞日        | カテゴリー                                          | 受賞者 | 結果       | 脚注    |
| -------------------------------------------------- | ------------- | --------------------------------------------------- | --- | ---------- | ------- |
| 映画音響協会賞                                     | 2021年4月17日 | 長編アニメーション映画                              | ティゲ・シェルダン、スコット・ミラン、ポール・ハックナー、クリストファー・フォゲル、ランディ・K・シンガー                  | ノミネート | [ 108 ] |
| ハリウッド・ミュージック・イン・メディア・アワード | 2021年1月27日 | 楽曲賞（映画部門）                                  | 「ジャスト・シング」マックス・マーティン、ジャスティン・ティンバーレイク、ルドウィグ・ゴランソン、サラ・アーロンズ         | 受賞       | [ 109 ] |
| ハリウッド・ミュージック・イン・メディア・アワード | 2021年1月27日 | 音楽監督賞（映画部門）                              | アンジェラ・レウス | ノミネート | [ 109 ] |
| キッズ・チョイス・アワード                         | 2021年3月13日 | フェイバリットアニメーション映画賞                  | トロールズ ミュージック★パワー                                                                                             | ノミネート | [ 110 ] |
| キッズ・チョイス・アワード                         | 2021年3月13日 | アニメーション映画の声優賞                          | アナ・ケンドリック | 受賞       | [ 110 ] |
| キッズ・チョイス・アワード                         | 2021年3月13日 | アニメーション映画の声優賞                          | ジャスティン・ティンバーレイク                                                                                             | ノミネート | [ 110 ] |
| 視覚効果協会                                       | 2021年4月6日  | 視覚効果賞 長編アニメーション部門                   | ウォルト・ドーン、ジーナ・シェイ、ケンドール・クロンカイト、マット・ベール                                                 | ノミネート | [ 111 ] |
| 視覚効果協会                                       | 2021年4月6日  | 環境クリエーション アニメーション部門               | ルーク・ヒースコック、ザカリー・グリン、マリーナ・イリク、マイケル・トゥルル（テクノ・リーフ）                             | ノミネート | [ 111 ] |
| 視覚効果協会                                       | 2021年4月6日  | 環境クリエーション アニメーション部門               | ブライアン・ラフランス、サラ・センバリスティ、クリストファー・スプルンガー、ルーベン・ペレス（ボルケーノ・ロック・シティ） | ノミネート | [ 111 ] |
| 視覚効果協会                                       | 2021年4月6日  | エフェクト・シミュレーション 長編アニメーション部門 | スティーブン・ウッド、カール・フーパー、スペンサー・ナップ、ニック・オーゲロ                                               | ノミネート | [ 111 ] |
| サターン賞                                         | 2021年        | アニメ映画賞                                        | トロールズ ミュージック★パワー                                                                                             | 未決定     | [ 112 ] |

## 今後

### 続編の可能性
2020年4月9日、ジャスティン・ティンバーレイクは、Apple Musicの引き継ぎの際に、「トロールズの映画を7本くらい作ってほしい。文字通り与え続ける贈り物だから。」と、今後のトロールズ映画への参加に興味を示した。